# Tom Van Avermaet
Tom Van Avermaet (Bélgica, 22 de julho de 1982) é um cineasta belga. Como reconhecimento, foi nomeado ao Oscar 2013 na categoria de Melhor Curta-metragem por Dood van een Schaduw.